# Tichonowa Pustyń (stacja kolejowa)
Tichonowa Pustyń (ros. Тихонова Пустынь) – węzłowa stacja kolejowa w miejscowości Tichonowa Pustyń, w okręgu miejskim Kaługa, w obwodzie kałuskim, w Rosji. Węzeł linii Moskwa – Briańsk – Kijów z linią Wiaźma – Tuła.

## Historia
Stacja powstała w czasach carskich pomiędzy stacjami Suchodriew i Worotynsk. Wówczas też zbudowano łącznice z Tichonowej Pustyni do stacji Kaługa.

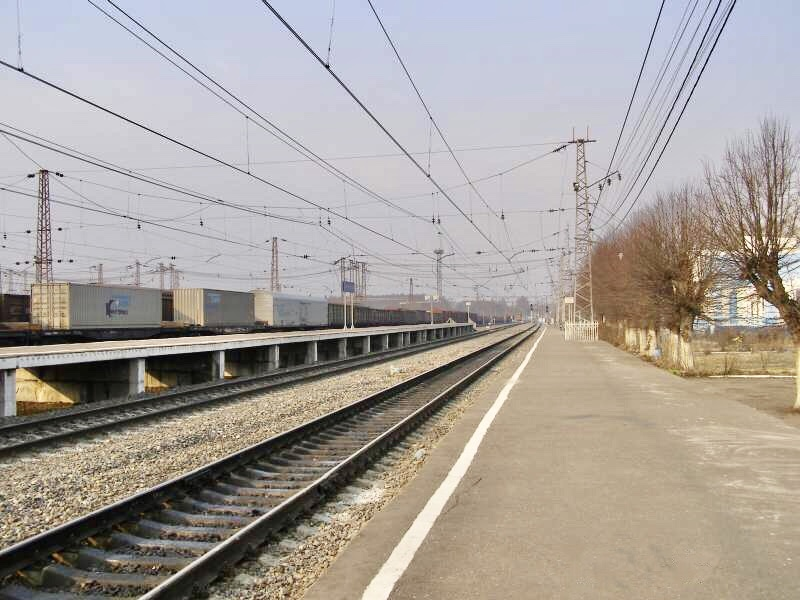
widok w stronę Moskwy